# Taunton & District Saturday League
De Taunton & District Saturday League is een Engelse regionale voetbalcompetitie uit Somerset. 
Er zijn 4 divisies waarvan de hoogste zich op het 14de niveau in de Engelse voetbalpiramide bevindt. De kampioen van de Division One kan promoveren naar de Somerset County League. 